# Emmanuel Agyemang-Badu
Emmanuel Agyemang-Badu, född 2 december 1990 i Berekum, även känd som endast Badu, är en ghanansk fotbollsspelare.

## Klubbkarriär
Agyemang-Badu gjorde sin debut i Serie A för Udinese den 28 mars 2010 i en 4–1 bortaförlust mot Fiorentina. I augusti 2017 lånades han ut till turkiska Bursaspor på ett låneavtal över säsongen 2017/2018.
Den 13 juli 2019 lånades Agyemang-Badu ut till Hellas Verona på ett låneavtal över säsongen 2019/2020. Låneavtalet hade en tvingande köpoption och Agyemang-Badu skrev i september 2020 på ett tvåårskontrakt med Hellas Verona.
I december 2021 värvades Agyemang-Badu av Chinese Super League-klubben Qingdao. Sommaren 2022 återvände han till Ghana och skrev på ett ettårskontrakt med Accra Great Olympics.

## Landslagskarriär
Den 22 maj 2008 blev han för första gången uttagen i Ghanas landslag. Han spelade sin första match i landslaget den 8 juni 2008 mot Lesotho.

## Meriter

### Landslag
Ghana U20
- Afrikanska U20-mästerskapet: 2009
- U20-VM i fotboll: 2009

 Ghana
- Afrikanska mästerskapet Silvermedalj: 2010, 2015